# Vorarlbergs

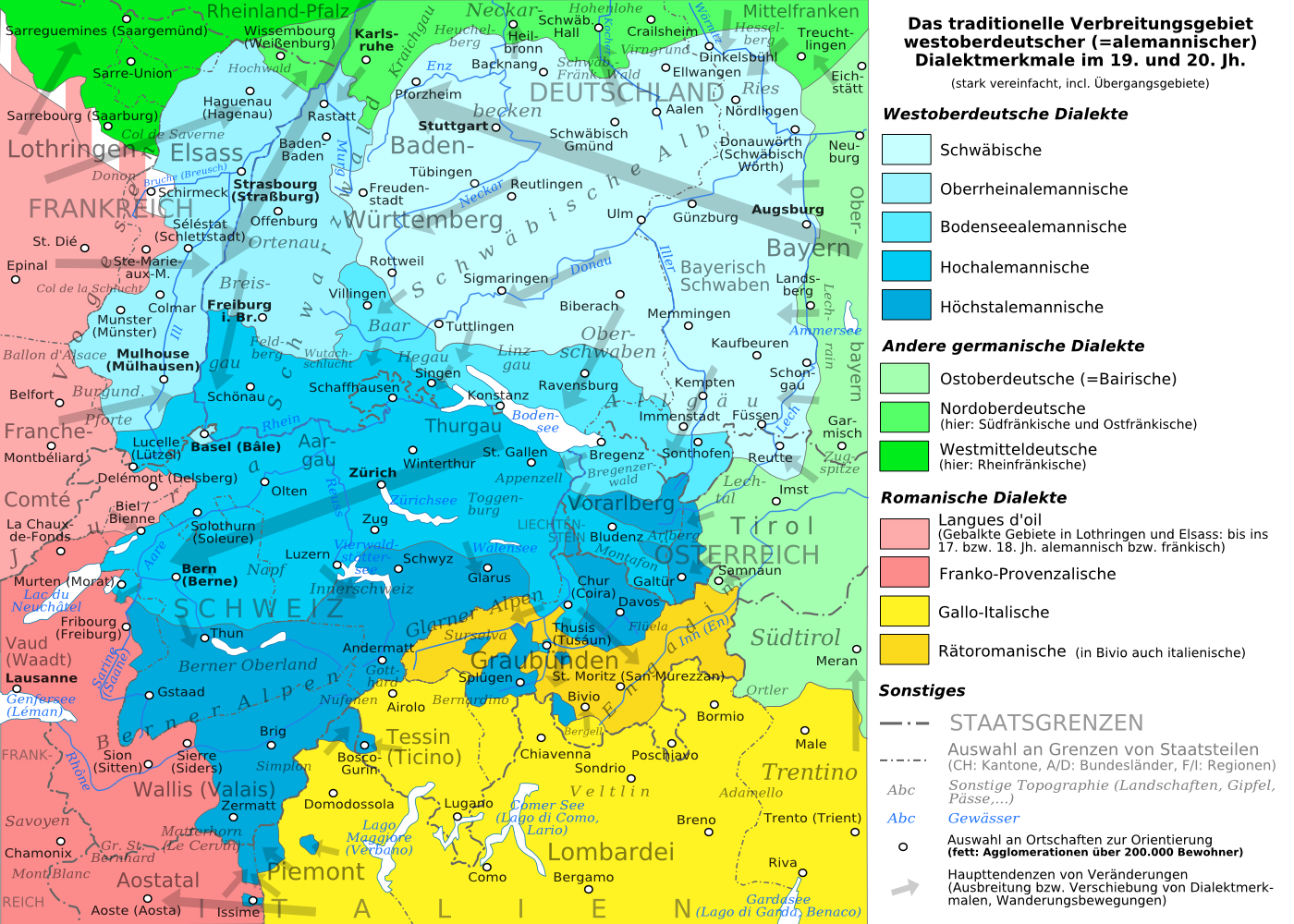
Het traditionele verspreidingsgebied van Westopperduitse (=Alemannische) dialectale kenmerken in de 19e en 20e eeuw

Vorarlbergs (Duits: Vorarlbergerisch of Vorarlbergisch) is een verzamelnaam voor Alemannische streektalen die in de Oostenrijkse deelstaat Vorarlberg worden gesproken.

## Dialect
De Vorarlbergse dialecten horen bij het Alemannische dialectcontinuüm en kunnen erg van elkaar verschillen. De Walserduitse dialecten – Bodenseealemannisch, Osthochalemannisch en Höchstalemannisch – zijn nauw verwant met de aangrenzende dialecten Liechtensteinisch, Nordostschweizerisch en Allgäuerisch. Vorarlberg is de enige Oostenrijkse deelstaat waar geen Beierse dialecten worden gesproken.
De Montafonse, Lustenauer en de Bregenzerwälder dialecten zijn heel specifieke Hoogalemannische dialecten. Er bestaat een veeltal regionale subdialecten van het Vorarlbergse dialectcontinuüm, in het bijzonder in het "Wälderisch" (Bregenzerwald), in het Dornbirnse dialect en de dialecten in het gebied van Walgau en Bludenz.

## Communicatie
Op grond van de Alemannische taalverwantschap is een dialectale communicatie tussen de Vorarlbergse inwoners en een groot deel van de Deutschschweizer inwoners in principe zonder problemen mogelijk. Omdat in de rest van Oostenrijk Beierse dialecten worden gesproken, begrijpen niet alle Oostenrijkers de Vorarlbergse dialecten even goed.
In het Vorarlbergs maakt men gebruik van de Vroegnieuwhoogduitse diftongering, die in het Alemannisch niet of alleen maar gedeeltelijk overgenomen is. Dus staat Hūs voor "Haus" (huis), mīn voor "mein" (mijn), en Fǖr voor "Feuer" (vuur). Verder wordt sch (sj) in plaats van s gebruikt (bischt voor "bist" (bent), Mascht voor "Mast" (mast)), even als in sommige streken van Tirol. 
Bovendien worden er in het Vorarlbergs veel woorden gebruikt die in het schriftelijke Duits niet bestaan: Hǟs voor "Kleidung" (kleren), Gäalta voor "Zuber" (tobbe), Göbl/Goga/Goba of Gofa voor "Kinder" (kinderen), Schmelga = Mittelbregenzerwälderisch voor "Mädchen" (meisje). 
Een grammaticale eigenaardigheid is het gebruik van de Alemannisch verleden tijd: i bin gsĩ "ich bin gewesen" (ik ben geweest), i han ghaa "ich habe geglaubt" (ik heb gedacht), i han gseaha "ich habe gesehen" (ik heb gezien), i han gsēt "ich habe gesagt" (ik heb gezegd). Typisch voor het Alemannisch is het frequente gebruik van het diminutief (bijvoorbeeld Hüsle "kleines Haus/Häuschen" (huisje)). 

## Voorbeelden
Voorbeelden voor Vorarlbergse woorden zijn verzameld in de Liste Vorarlberger Dialektausdrücke (Duits). 

### Regionale verschillen in de Walgau
Hoogduits: "ein Stein" (een steen)
- Thüringen: een Schtee
- Nenzing: äan Schtäa
- Satteins: aan Schtaa
- Frastanz: oan Schtoa

### Voorbeeldtekst
Uit het dialectale gedicht Der Wasser-Schada van Seeger an der Lutz (1831–1893)
A Wässerle, so kli und klar,
ma ment, as künn nit si –
und doch, es grift vertüflet a,
’s ischt Kriesewasser gsi!

Hoogduits:
 Ein Wässerchen, so klein und klar,
man meint, es könnte nicht sein –
und doch, es greift verteufelt an,
es war Kirschwasser!

Nederlands:
Een watertje, zo klein en helder,
 je zou denken, het zou niet kunnen –
 maar wel, het voelt verduiveld aan,
 het was kersenlikeur!
 

### Begroeting
Grüaß Gott ("Grüß Gott"; God begroete u) en Grüaß Di zijn wijdverspreide standaardbegroetingen in het Vorarlbergs. Afhankelijk van de tijd van de dag worden ook Guata Morga (Goedemorgen) of Guata Obad (Goedeavond) gebruikt. 
Gebruikelijke informele begroetingen zijn Servus (ook Zeawas of Seas) en Heil(e). Deze "Heil" heeft niets te maken met de nazi-roep, veeleer is het een apolitieke groet die tussen kennissen en uitsluitend in Vorarlberg gebruikt wordt. Een andere populaire informele groet onder Vorarlbergers is Habidere dat te herleiden is tot Ich habe die Ehre (Ik heb de eer). 
Het is in Vorarlberg gebruikelijk om alleen maar personen die je goed kent of personen die niet ouder zijn als jezelf met Servus verwelkomt. Alle andere personen worden met de formele Grüaß Gott begroet. 
Een groet die ongeveer overeenstemt met het Hoogduitse Hallo is het informele Vorarlbergse Hoi. Het is voornamelijk verspreid in het Bregenzerwald, in Lustenau, in het Rheindelta (Höchst, Fußach, Gaißau), in Feldkirch en in Götzis en dan vooral in het Zwitserduits. In Lustenau is het gebruikelijk om bij het afscheid Lebe te zeggen, een verkorte vorm van Lebe wohl (Vaarwel). 

## Weblinks
- Wörterbuch Vorarlbergerisch-Deutsch – uitbreidbaar door de gebruiker
- Vorarlberger Sprachatlas VALTS (Projekt)
- red ghörig – particulier project voor de bemiddeling van de Vorarlbergse taalkennis